# Дельвіна
Дельвіна (алб. Delvinë, грец. Δελβινιον) — місто у південній Албанії, в історичній області Епір у префектурі Вльора, центр однойменного округу.

## Населення
У місті проживає значна грецька громада, що налічує близько 25% жителів.

## Пам'ятки
На південь від міста знаходяться руїни античного фінікійського міста Фойніке, оголошені археологічною пам'яткою.